# 田嶋信雄
田嶋 信雄（たじま のぶお、1953年 - ）は、日本の政治学者。成城大学法学部名誉教授。専門は国際政治史、特にドイツの極東政策。

## 略歴
東京都出身。麻布高等学校を経て、北海道大学法学部法律学科卒業、トリーア大学およびボン大学留学を経て、北海道大学大学院法学研究科博士後期課程単位取得退学。北海道大学法学部助手などを経て、成城大学法学部教授。2023年度をもって定年を迎えた。2024年4月1日、成城大学から名誉教授の称号を授与される。

## 著作
- 『ナチズム外交と「満洲国」』千倉書房 1992
- 『ナチズム極東戦略――日独防共協定を巡る諜報戦』講談社選書メチエ 1997
- 『ナチス・ドイツと中国国民政府 一九三三-一九三七』東京大学出版会 2013
- 『日本陸軍の対ソ謀略――日独防共協定とユーラシア政策』吉川弘文館 2017
- 『ドイツ外交と東アジア 1890～1945』千倉書房 2024

### 共著・編著
- 『日独関係史 一八九〇-一九四五』全3巻、工藤章・田嶋信雄編、東京大学出版会 2008
  - Japan and Germany: two latecomers on the world stage, 1890-1945, edited by Kudō Akira, Tajima Nobuo, Erich Pauer, Global Oriental 2009
- 『国際関係のなかの日中戦争』西村成雄・田嶋信雄・石島紀之編、慶應義塾大学出版会 2011
- 『戦後日独関係史』工藤章・田嶋信雄編、東京大学出版会 2014
- 『ドイツと東アジア 一八九〇-一九四五』田嶋信雄・工藤章編、東京大学出版会 2017
- 『ドイツ=東アジア関係史 一八九〇-一九四五──財・人間・情報』熊野直樹・田嶋信雄・工藤章編、東京大学出版会 2021
- 『極東ナチス人物列伝――日本・中国・「満洲国」に蠢いた異端のドイツ人たち』田嶋信雄・田野大輔編著、大木毅・工藤章・熊野直樹・清水雅大著、作品社 2021